# باشگاه فوتبال یوتای تانی
باشگاه فوتبال یوتای تانی (به تایلندی: สโมสรฟุตบอลจังหวัดอุทัยธานี) یک باشگاه فوتبال واقع در یوتای تانی در کشور تایلند می‌باشد که در لیگ دسته دوم منطقه‌ای فوتبال تایلند بازی می‌کند.
این باشگاه در سال ۲۰۱۰ میلادی بنیان‌گذاری شده‌است.